# Банкирша (фильм)
«Банкирша» (фр. Banquiere, La) — французская кинодрама. В ролях: Роми Шнайдер, Жан-Луи Трентиньян, Бертран Блие, Жан Карме, Тьерри Лермитт.

## Сюжет
Франция конца 20-х  — начала 30-х годов.
В Италии и Германии поднимает голову фашизм, а во Франции приходит к власти Народный фронт, который вводит в правительство левых министров.
В центре политической интриги оказывается мадам Эмма Экерт, владелица банка. Несмотря на то, что активы банка позволяют выплатить всем клиентам по долгам, её арестовывают по обвинению в мошенничестве.
Её предаёт любовник, друзья. На неё оказывают дикий прессинг правительство и судья (Бриали). Она мужественно сопротивляется, объявив голодовку…

## В ролях
- Роми Шнайдер — Эмма Экерт
- Жан-Луи Трентиньян — Орас Ваннистер
- Жан-Клод Бриали — Пол Систерн
- Бертран Блие
- Жан Карме — доктор Верне
- Тьерри Лермитт — Деволуй
- Клод Брассер — Ларге
- Мари-Франс Пизье — Колетт Лекудре
- Даниэль Отёй — Дюкло
- Даниель Месгиш — Реми Лекудре
- Жак Фабри — Натансон
- Ноэль Шатле — Камила Соукрофт

## Интересные факты
- Полубиографический фильм воспроизводит судьбу Марты Ханау.
- Дистрибьютором в России на лицензионном видео была компания «СКИП Видео».
- В соответствии с Системой возрастной классификации кинопоказа в России лента имеет категорию: «Фильм разрешен для показа зрителям, достигшим 16 лет».